# Quota piezometrica
Fissato un generico punto all'interno di un fluido, la sua quota piezometrica è data dalla somma della sua quota geoidica, e dell'altezza piezometrica, che può essere definita come la distanza che intercorre tra il pelo libero del fluido e il punto stesso:
{\displaystyle z_{w}=z+h_{w}=z+{p \over \gamma }}
dove:
- {\displaystyle z} è la quota geodetica;
- {\displaystyle h_{w}={p \over {\gamma }}} è l'altezza piezometrica;
- {\displaystyle p} è la pressione nel punto;
- {\displaystyle {\gamma }} è il peso specifico del fluido.

## Leggi fisiche
Una conseguenza della legge di Stevino è che a tutti i punti di un fluido pesante incomprimibile in quiete compete la stessa quota piezometrica, il cui valore è determinato quando sono assegnate la pressione e la quota del punto d'interesse:
{\displaystyle z+{\frac {p}{\gamma }}=cost.}
Quindi, considerando due punti appartenenti a due piani a diversa quota geoidica {\displaystyle z_{1}} e {\displaystyle z_{2}}, il legame tra le rispettive pressioni {\displaystyle p_{1}} e {\displaystyle p_{2}}, risulta dall'applicazione della seguente formula:
{\displaystyle p_{2}=p_{1}+\gamma \cdot (z_{1}-z_{2})}
Perciò, la pressione aumenta al diminuire della quota geoidica, proporzionalmente al peso specifico del fluido; in questo caso le superfici equipotenziali sono anche superfici a uguale pressione, chiamate isobare.